# Aviziano di Rouen
Aviziano di Rouen (lat.: Avitianus; ... – 325) è stato un vescovo francese.

## Biografia
Aviziano fu il terzo vescovo di Rouen, succedendo a Mellone nel 314; è il primo di cui si hanno notizie storiche certe, in quanto prese parte al Concilio di Arles assieme a Materno di Colonia.
Negli  Acta archiepiscoporum Rotomagensium viene ricordato come "beato pontefice dallo spirito onesto, irreprensibile nei modi e attento alla salvezza delle anime di cui era responsabile".
Morto nel 325, fu probabilmente sepolto nella cripta della chiesa di San Gervasio a Rouen. La memoria liturgica è il 2 dicembre.